# Mukim di Kianggeh
Kianggeh è un mukim del Brunei situato nel Distretto di Brunei-Muara con 10.201 abitanti al censimento del 2011.

## Geografia antropica

### Suddivisioni amministrative
Il mukim è suddiviso in 15 villaggi (kapong in malese):
Kianggeh, Berangan, Tasek Lama, Padang, Sumbiling, Pusat Sejarah, Yayasan Sultan Haji Hassanal Bolkiah, Bumi Putera, Mabohai, Tong Kadeh, Kumbang Pasang, Seri Kompleks, Parit (Seringan), Tumasek, Telanai.